# Wolgoretschensk
Wolgoretschensk (russisch Волгореченск) ist eine Stadt in der Oblast Kostroma (Russland) mit 17.104 Einwohnern (Stand 14. Oktober 2010).

## Geografie

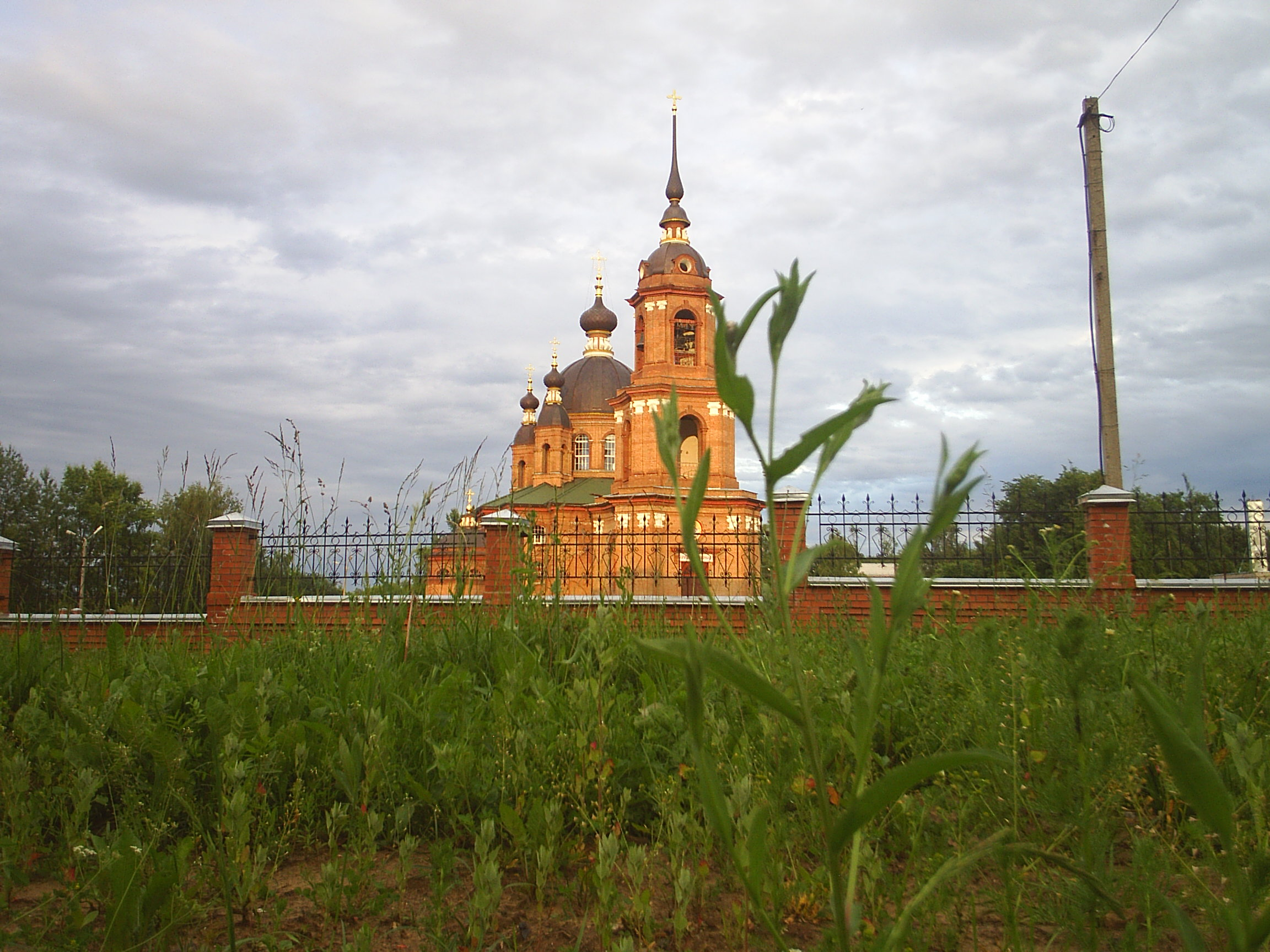
Tichon-Kirche in Wolgoretschensk

Die Stadt liegt etwa 40 km südöstlich der Oblasthauptstadt Kostroma am rechten Ufer der Wolga, bei der Einmündung ihres Nebenflusses Schatscha.
Wolgoretschensk bildet einen eigenständigen Stadtkreis.
Die Stadt ist Endpunkt einer bei Furmanow von der Strecke Jaroslawl–Iwanowo abzweigenden 30 Kilometer langen Eisenbahnstrecke (nur Güterverkehr). Durch die Stadt führt auch die Straße Kostroma–Iwanowo.

## Geschichte
Wolgoretschensk entstand 1964 als Siedlung städtischen Typs im Zusammenhang mit der Errichtung eines Wärmekraftwerks und erhielt am 16. Juni 1994 das Stadtrecht.
Der Name bezieht sich auf die Wolga und das russische Wort reka für Fluss, bedeutet als etwa Wolgaflussstadt.

### Bevölkerungsentwicklung
| Jahr | Einwohner |
| ---- | --------- |
| 1970 | 7.828     |
| 1979 | 13.253    |
| 1989 | 15.966    |
| 2002 | 18.164    |
| 2010 | 17.104    |

Anmerkung: Volkszählungsdaten

## Wirtschaft
Stadtbildendes Unternehmen ist das der OGK-3 gehörende Kostromaer Wärmekraftwerk (russisch Костромская ГРЭС/Kostromskaja GRES) mit einer Leistung von 3600 Megawatt. Außerdem gibt es ein Röhrenwerk und Betriebe der Bauwirtschaft. 2012 entschied sich National Oilwell Varco, eine Fabrik für Bohrtürme und Ölfeldausrüstung in Wolgoretschensk zu errichten.